# Avançon
Avançon é uma comuna francesa na região administrativa de Grande Leste, no departamento Ardenas. Estende-se por uma área de 21,47 km². Em 2010 a comuna tinha 332 habitantes (densidade: 15,5 hab./km²).